# Arthur Hanse
Pour les articles homonymes, voir Hanse (homonymie).
Arthur Hanse, né le 10 février 1993 à Paris, est un skieur alpin franco-portugais.

## Biographie
Arthur Hanse est né à Paris dans une famille portugaise originaire de la région de Covilhã. Il réside en Haute-Savoie.
Il participe à ses premières compétitions sous la bannière française avant de choisir de concourir pour le Portugal à partir de 2013.
En 2014, il participe aux Jeux olympiques de Sotchi pour le Portugal. Il est le porte-drapeau de la délégation et participe au slalom géant et au slalom,.
Il dispute son premier championnat du monde en 2017 à Saint-Moritz.
En 2018, il participe à ses deuxièmes jeux olympiques à Pyeongchang. Il termine 38e du slalom et 66e au géant.
Depuis la saison 2018-2019, Hanse ne peut plus participer à aucune course faute de moyens financiers